# Жуковский, Леонид Иосифович
Леонид Иосифович Жуковский (1924—2000) — советский и украинский врач, историк медицины.

## Биография
Леонид Жуковский родился 21 января 1924 года в Киеве. Был участником Великой Отечественной войны.
В 1952 году окончил с отличием Киевский медицинский институт. Будучи студентом медицинского института, он заочно учился на историческом факультете Киевского университета имени Т. Г. Шевченко, который окончил в 1948 году с отличием. После окончания медицинского института четыре года продолжал обучение в клинической ординатуре на кафедре госпитальной терапии, которой руководил академик В. Н. Иванов. Там Жуковский занимался исследованиями в области внутренних болезней и клинической физиологии. Он выполнил цикл исследований по изучению экскреторной функции желудка.
После окончания клинической ординатуры, по направлению Министерства здравоохранения, в 1956—1959 годах работал заведующим отделением васильковской районной больницы, Киевская область. В 1960 году Жуковский начал трудовую деятельность в Киевском научно-исследовательском институте туберкулёза (ныне Институт фтизиатрии и пульмонологии им. Ф. Г. Яновского АМН Украины). В 1962 году он возглавил лабораторию патофизиологии, которая в 1969 году была реорганизована в лабораторию функциональной диагностики. В течение 20 лет он руководил лабораторией, совмещая работу консультанта-терапевта клинических отделений с научно-исследовательской деятельностью.
Он является автором и соавтором более 280 научных работ, в том числе восьми монографий и пособий для врачей, десяти методических рекомендаций, а также академического «Словаря-справочника по физиологии и патофизиологии дыхания» под общей редакцией В. А. Березовского (1984).
Жуковский принимал деятельное участие в установлении показаний и противопоказаний к оперативному лечению больных распространённым туберкулёзом лёгких и пациентов с осложнённым течением гнойно-деструктивных лёгочных заболеваний, в изучении изменений гемодинамики при пневмонектомии у таких больных. В области физиологии кровообращения и дыхания им были сделаны исследования, которые доказали возможность использования неинвазивных методов ориентировочного определения лёгочно-артериальной гипертензии. Его достижения в этой области внесли значительный вклад в изучение патогенеза и диагностику хронического лёгочного сердца.
Жуковский первым в медицинской литературе описал изменения сердечно-сосудистой системы у больных костно-суставным туберкулёзом, в частности, как следствие длительной гипокинезии. Эта концепция легла в основу разработки метода лечения таких больных — применение многоканальной электростимуляции скелетных мышц. Вместе со своими учениками Жуковский разработал методику реографии лёгких и изучил возможности использования этого метода практически при всех бронхолёгочных заболеваниях, в том числе с целью функциональной оценки эффективности их лечения. Этот опыт был обобщён в изданной им совместно с Ю. А. Фринерманом монографии «Основы клинической реографии лёгких» (1971).
В 1965 году Жуковский впервые предложил применение гипоксических тренировок в клинике лёгочных болезней, что способствовало улучшению переносимости и профилактике развития у больных острой дыхательной недостаточности непосредственно после пульмонэктомии. Его исследования впервые установили признаки преждевременного старения сердца у лиц с одним лёгким в отдалённые сроки (9-10 лет) после пульмонэктомии.
Также Жуковский написал ряд работ по истории медицины. Его труды по истории отечественной медицины, выполненные с использованием многочисленных архивных источников, получили широкое признание учёных Украины и России. На протяжении более десяти лет Жуковский был членом группы экспертов по проблеме «Патофизиология дыхания и кровообращения» при научном совете фтизиатрии и пульмонологии Академии медицинских наук СССР, длительное время — спецредактором издательства «Здоровье» и журнала «Врачебное дело», а в последние годы — членом редакционного совета «Агапита» — украинского историко-медицинского журнала. Также он работал над статьями для энциклопедического издания «Выдающиеся имена в мировой медицине».
Жуковский удостоен восьми правительственных наград, ряда дипломов, премий и грамот.
25 июля 1997 года в медицинской библиотеке у Жуковского случился инфаркт. Медика госпитализировали в Центральную городскую клиническую больницу, в итоге его удалось спасти. Леонид Жуковский умер спустя четыре года, в 2000 году.